# Kazunori Takeda
Kazunori Takeda (japans 武田和命, Takeda Kazunori, Tokyo, 14 november 1939 - 18 augustus 1989) was een Japanse jazzmuzikant die tenorsaxofoon speelde.
Kazunori Takeda werkte vanaf de jaren 60 in de Japanse jazzscene. Hij leidde een kwartet en trad in 1966 in een duo met Elvin Jones op, in Tokyo. Hij was meer dan tien jaar niet actief in de jazz (hij speelde in 1973 nog wel mee op Takehiro Honda's album What’s Going On), keerde hij in 1979 terug in het concertcircuit en toerde hij vier jaar met Yosuke Yamashita. Met Yamashita en diens bassist Katsuo Kuninaka maakte hij in 1979 opnames. Met de beide musici nam hij dat jaar ook zijn debuutalbum Gentle November op voor het platenlabel Frasco, met als drummer Takeo Moriyama. Tevens kwam toen met verschillende bezettingen het live-album Golden Live Stage tot stand (o.a. met Shigeharu Mukai, Akira Sakata, Masahiro Sayama en Ryōjirō Furusawa). In 1983 trad hij verschillende keren op in Duitsland (in Berlijn en Heidelberg). In 1990 verscheen een album van Takeda met pianist Shoji Aketagawa, met opnames uit 1987 en 1988, onder de titel I Didn't Know About You: The Memory Of Kazunori Takeda Vol. 2. Een andere plaat uit die tijd was de live-lp Infinity (met Hiroshi Yoshino en co-leider Ryojiro Furusawa, 1989).
In de jaren 80 werkte Takeda verder met Shoji Aketagawa, Takehiro Honda en het Takeshi Shibuya Orchestra. In de jazz was hij tussen 1979 en 1989 betrokken bij 16 opnamesessies.